# Malmö Arab Film Festival
Malmö Arab Film Festival (MAFF) är en arabisk filmfestival i Malmö som arrangerats sedan 2011.
Den första upplagan hölls 2011 och idag presenterar festivalen ett brett urval av filmer gjorda av arabiska filmskapare eller som på något sätt är kopplade till frågor som rör arabvärlden eller det arabiska samhället. Festivalen verkar för att främja visningsmöjligheterna av arabisk film och använda den som redskap för att skapa en dialog om människors sociala och politiska villkor. Varje år presenteras omkring 120 filmer med över 100 internationella gäster. MAFF är den största arabiska filmfestivalen i Europa, och den enda i Skandinavien.
Grundare och konstnärlig ledare, tillika ordförande för festivalen är Mouhamad Keblawi.

### Fotnoter
1. ↑  Rosén, Robert (3 oktober 2019). ”Dags för årets arabiska filmfestival i Malmö”. Aftonbladet. https://www.aftonbladet.se/nyheter/a/RRQykd/dags-for-arets-arabiska-filmfestival-i-malmo. Läst 1 augusti 2022.
2. ↑  About MAFF Arkiverad 8 augusti 2015 hämtat från the Wayback Machine., MAFF, läst 9 augusti 2015.
3. ↑  ”Arkiverade kopian”. Arkiverad från originalet den 24 februari 2015. https://web.archive.org/web/20150224185144/http://www.festivalfocus.org/festival/1883/malmo-arab-film-festival. Läst 24 februari 2015.
4. ↑  ”maffswe.com/maff-staff”. Arkiverad från originalet den 13 maj 2015. https://web.archive.org/web/20150513014433/http://maffswe.com/maff-staff/. Läst 24 februari 2015.
5. ↑  ”“بنات عبد الرحمن” يفتتح مهرجان مالمو الثاني عشر للسينما العربية” (på arabiska). Alkompis. 27 mars 2022. https://alkompis.se/culture/%D8%A8%D9%86%D8%A7%D8%AA-%D8%B9%D8%A8%D8%AF-%D8%A7%D9%84%D8%B1%D8%AD%D9%85%D9%86-%D9%8A%D9%81%D8%AA%D8%AA%D8%AD-%D9%85%D9%87%D8%B1%D8%AC%D8%A7%D9%86-%D9%85%D8%A7%D9%84%D9%85%D9%88-%D8%A7%D9%84. Läst 1 augusti 2022.